# Shou Zi Chew
Shou Zi Chew (chino: 周受资; pinyin: Zhōu Shòuzī; nacido el 1 de enero de 1983) es un empresario y emprendedor de Singapur que se ha desempeñado como director ejecutivo (CEO) de TikTok desde 2021.

## Primeros años
Chew nació el 1 de enero de 1983 en Singapur. Según los informes, su padre trabajaba en la construcción mientras su madre era contadora. Al graduarse de la Institución Hwa Chong, Chew pasó a servir en el Servicio Nacional en el que fue oficial comisionado en las Fuerzas Armadas de Singapur.
Después de su servicio militar, Chew pasó a estudiar en el University College de Londres, donde se graduó en 2006 con una licenciatura en Economía. En 2010, completó una Maestría en Administración de Empresas en la Escuela de Negocios de Harvard, y mientras estuvo allí completó una pasantía de verano en Facebook antes de su IPO.

## Carrera
Después de graduarse de la University College de Londres en 2006, Chew trabajó en Goldman Sachs en Londres durante dos años como banquero antes de unirse a la firma de capital de riesgo DST Global de Yuri Milner. En la firma de inversión rusa DST Global, Chew lideró la inversión en JD.com, Alibaba y Xiaomi. También dirigió un equipo de los primeros inversores en ByteDance en 2013.
En 2015, Chew se unió al gigante de teléfonos inteligentes Xiaomi como su director financiero. En 2019, se convirtió en presidente de negocios extranjeros de Xiaomi.
En marzo de 2021, Chew se unió a ByteDance como director financiero. Posteriormente reemplazó al director ejecutivo de TikTok, Kevin A. Mayer, quien dejó la filial ByteDance después de tres meses en el trabajo.
En marzo de 2023, Chew testificó ante el Congreso de los Estados Unidos sobre el esfuerzo legislativo para prohibir TikTok en los Estados Unidos. Testificó nuevamente en enero de 2024, durante una audiencia del Comité Judicial del Senado de los Estados Unidos sobre la legislación sobre seguridad infantil en Internet.

## Vida privada
Chew está casado con Vivian Kao, una estadounidense de ascendencia taiwanesa. Se conocieron en 2008 mientras estudiaban en la Escuela de Negocios de Harvard. La pareja tiene tres hijos y vive en Singapur.